# Iglesia de San Pedro (Barrio de San Pedro, Becerril del Carpio)
La iglesia de San Pedro es un templo situado en el barrio de San Pedro de Becerril del Carpio (Palencia, Castilla y León), en España; se encuentra en medio del caserío, al pie de un cerro. A pesar de haber sido declarada como Bien de Interés Cultural, su mal estado ha provocado el cierre al culto. 

## Descripción

### Exterior

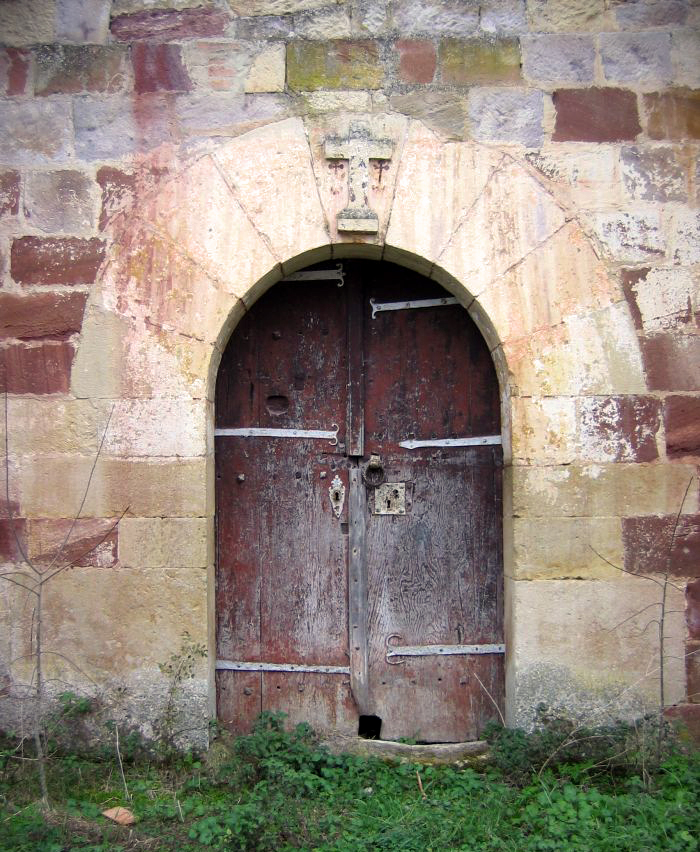
Portada lateral que vino a sustituir a la portada original situada en el hastial

Se trata de un templo rural de pequeñas dimensiones, elevado en sillería arenisca (el interior está totalmente revocado, pero por lo que se puede vislumbrar especialmente en algún pilar, da la impresión de ser sillería) pero con utilización de caliza blanca en la espadaña y en el cuerpo que se adosa a ella. En este se utiliza además sillarejo y piedra de toba con el que se edificó el muro suroeste de la iglesia. En planta se nos presenta como una sola nave de tres tramos orientada sureste-noroeste (cabecera-pies) para adaptarse a la inclinación del terreno. Tiene ábside cuadrado separado por arco triunfal apoyado sobre pilastras con pequeños capiteles góticos de friso corrido, con motivos vegetales y portada original románica que se abría en el muro del hastial (al igual que la iglesia de la Puebla de San Vicente) y actualmente cegada ocupando el baptisterio ese antiguo acceso. Adosado al ábside, en su lado suroeste, se encuentra el cuerpo cuadrado de la sacristía que se cubre con bóveda de crucería octopartita. 

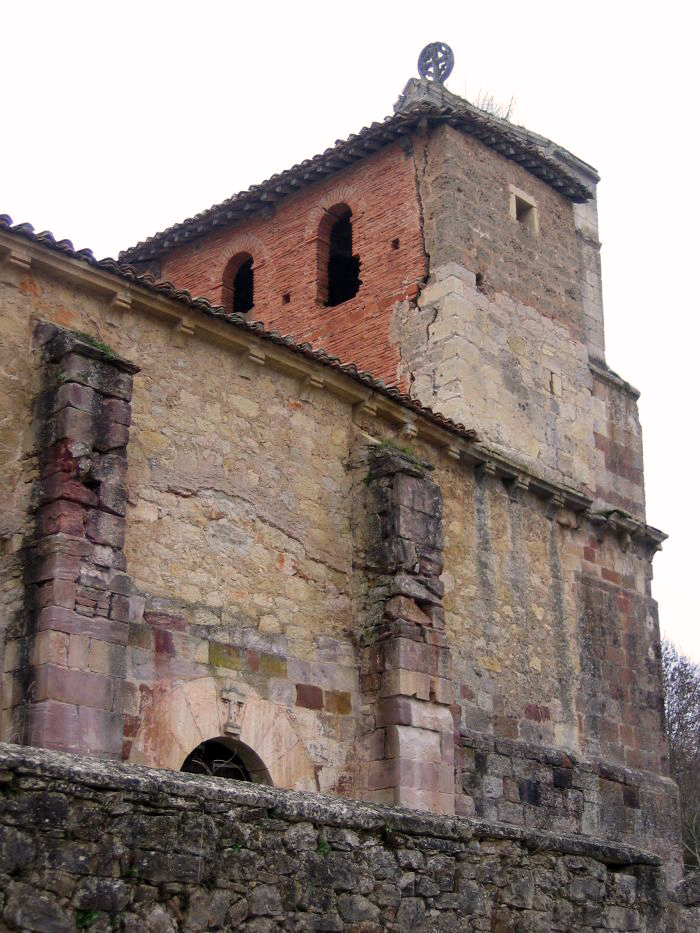
Vista lateral de los cuatro canecillos de la espadaña, los cuales portan motivos vegetales con una sola hoja que se enrolla en su parte superior

Pilastras adosadas al muro y un sistema de contrafuertes simples en el exterior (tres en la fachada de acceso y dos en la cabecera) permiten el soporte de las cubiertas: con bóveda de crucería octopartita que descansa en cuatro sencillísimas ménsulas, (una de ellas decorada con una cara) en la cabecera de planta cuadrada. La nave lleva cubierta de cañón construida con piedra toba.
En altura destaca una espadaña sobre el hastial, en la que una inscripción visible bajo las ventanas leemos "ERA MCCC FIZO" (1262), ilustrativo ejemplo de la persistencia de formas románicas hasta bien entrada la mitad del siglo XIII. Esta espadaña tiene tres niveles: el inferior cobija la primitiva portada que daba paso a la iglesia desde el hastial, el segundo nivel tiene dos troneras de chambrana e imposta nacelada y el tercero, con remate a piñón, está perforado por una única tronera con chambrana y reducida imposta. Se remata con una magnífica cruz flordelisada inscrita en el interior de un círculo en piedra calada. A ambos lados de la espadaña cuatro canecillos portan motivos vegetales con una sola hoja que se enrolla en su parte superior. Los canecillos que aparecen en el alero tardorrománico de la fachada principal tienen forma de nácela y proa de nave con remate cilíndrico. Alguno incluye pequeñas decoraciones figuradas difíciles de interpretar.

### Interior

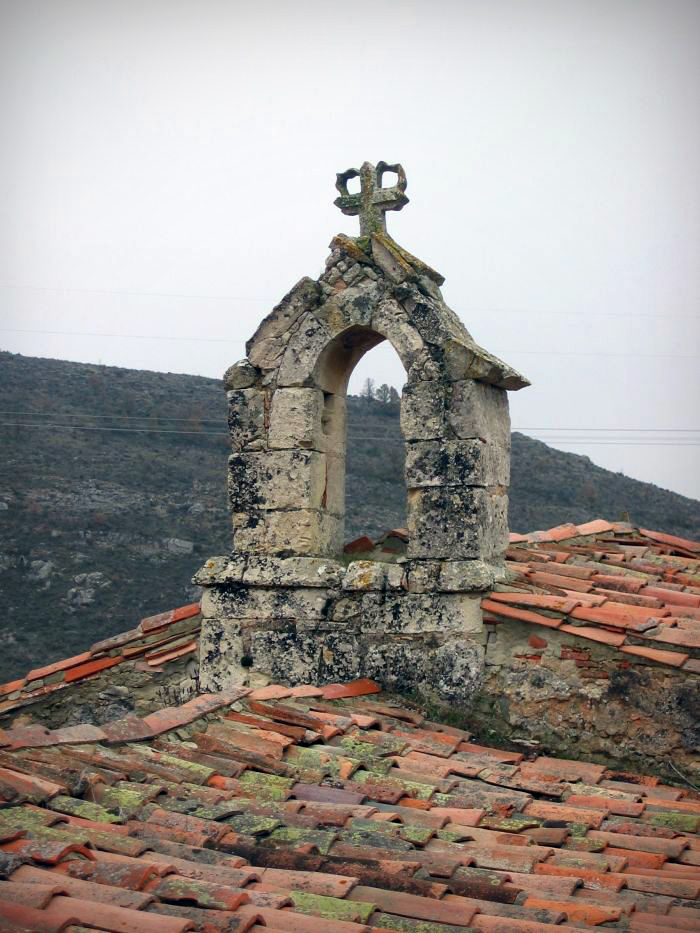
Vista del arco que esconde la primitiva portada

El acceso al templo se realiza desde una portada de medio punto sin ningún tipo de decoración o moldura. Se halla en el muro nororiental y sustituyó al ya citado antiguo acceso que tenía lugar a través de una portada románica en el hastial. Esta debió quedar inutilizada y fue tapiada. Aparece ahora formada por un arco de medio punto, y gracias a un pequeño hueco, abierto en la mampostería de cierre apreciamos la decoración original: un capitel figurado, con personaje, y cimacio vegetal con cinta perlada.
Exceptuando lo ya señalado en esta portada románica, apenas si existe decoración esculpida en la iglesia, centrándose tan sólo en los canecillos que aparecen en el alero románico original de la actual fachada principal, generalmente sencillos, con forma de nacela o proa de barco con culminación superior en rollo. Alguno de ellos incluye pequeñas decoraciones figuradas difíciles de interpretar. En ambos lados de la espadaña -un total de cuatro- portan motivos vegetales de una sola hoja que se enrolla en la parte superior y en el resto del alero de la iglesia aparecen intercalados con canecillos de época gótica, encontrándonos en el muro del testero del ábside, entre dos canes de este estilo, una pieza en relieve románica, que representa a dos figuras dentro de sendos arquillos u hornacinas.
La pila bautismal es tardorrománica, con orla superior de líneas perladas en entrelazo. Se halla colocada bajo el coro y junto a la tapiada puerta románica.

### Imaginería
Buen retablo mayor datado en el siglo XVI articulado en torno a dos cuerpos, tres calles y bancal con evangelistas en madera policromada. Las restantes tablas, también en bajorrelieve policromado y dorado, tienen escenas con los prendimientos de San Pedro y San Pablo. En la sacristía, existe un Calvario del siglo XVI. La nave conserva además dos pequeños retablos barrocos del siglo XVIII sumamente populares. Posee un púlpito en piedra, sobre una columna estriada, también pétrea y policromada, ambas piezas son del siglo XVI. En una hornacina del muro sur, se aprecia un San Lorenzo de finales del siglo XV, muy deteriorado, pero de notable interés.